# 639

## Úmrtí
- 19. leden – Dagobert I., franský král (* asi 603)

## Hlavy států
- Papež – Severinus (638–640)
- Sámova říše – Sámo (623–659)
- Byzantská říše – Herakleios (610–641)
- Franská říše
  - Neustrie & Burgundsko – Dagobert I. (629–639) » Chlodvík II. (639–658)
  - Austrasie – Sigibert III. (634–656) + Ansegisel (majordomus) (629–639) » Pipin I. (majordomus) (639–640)
- Chalífát – Umar ibn al-Chattáb (634–644)
- Anglie
  - Wessex – Cynegils (611–643)
  - Essex – Sigeberht I. Malý (617–653)
  - Mercie – Penda (633–655)
- První bulharská říše –  Kuvrat (630–641/668)